# Allandet
Allandet är en ö i Finland. Den ligger i Skärgårdshavet och i kommunen Pargas i den ekonomiska regionen  Åboland i landskapet Egentliga Finland, i den sydvästra delen av landet. Ön ligger omkring 64 kilometer sydväst om Åbo och omkring 200 kilometer väster om Helsingfors. 
Öns area är 2,9 hektar och dess största längd är 240 meter i sydöst-nordvästlig riktning. Närmaste större samhälle är Korpo, 15,4 km öster om Allandet.